# 比杰诺尔县
比杰诺尔县（Bijnor district）是印度北方邦的一個縣，位於該國北部，面積4,049平方公里，識字率為49.37%，1991年人口2,454,520，人口密度是每平方公里606人。

## 外部連結
- Bijnor website （页面存档备份，存于）

29°25′N 78°31′E / 29.417°N 78.517°E